# صوفي إنغل
صوفي لويز إنغل (حاصلة على رتبة الإمبراطورية البريطانية) (من مواليد 2 سبتمبر 1991) هي لاعبة كرة قدم ويلزية تلعب لنادي تشيلسي للسيدات، وهي قائدة منتخب ويلز الوطني. مثلت صوفي سابقًا أكاديمية بريستول وكارديف سيتي وليفربول. تلعب إنغل في مركز قلب الدفاع أو لاعبة خط وسط دفاعية.
في عام 2020، ترشح هدفها مع تشيلسي ضد أرسنال لجائزة بوشكاش من الفيفا.

## مسيرتها الاحترافية مع النادي
بدأت إنغل مسيرتها الكروية مع فريق فيل واندررز للأولاد، وعلى الرغم من تقديم استئناف إلى اتحاد ويلز لكرة القدم (FAW)، منعت القواعد إنغل من اللعب مع الأولاد بعد سن 12 عامًا. أمضت عامًا بعيدًا عن كرة القدم ثم قضت فترات قصيرة مع فتيات فيل واندررز وديناس بويس للسيدات. سبق هذا انتقال إنغل المراهقة إلى نادي كارديف سيتي للسيدات.
بعد فترة على دكة الاحتياط، شاركت إنغل مع فريق كارديف سيتي في الدوري الإنجليزي الممتاز للسيدات خلال موسم 2007–08. بعد فوزها بكأس ويلز مرتين مع كارديف، وقعت إنغل مع نادي تشيلسي للسيدات قبل موسم 2012.
استخدم مدرب تشيلسي مات بيرد إنغل كقلب دفاع وأشاد بتأثيرها بعد هزيمة تشيلسي في نهائي كأس الاتحاد الإنجليزي للسيدات 2012 أمام برمنغهام: "صوفي إنغل، جلبناها في البداية كظهيرة يسرى ولكن يمكنك أن ترى جودتها في التحكم الكرة والتوزيع و قراءة المباراة  قراءة جيدة أيضًا، لقد صنعت لنا بعض الأهداف بالكرات من الخلف وهو شيء لم يكن متاح لنا من قبل."
في فبراير 2014، غادرت إنغل تشيلسي وانتقلت بالقرب من منزلها إذ انضمت إلى أكاديمية بريستول. حصلت إنغل على شارة القيادة، لكن النادي هبط بعد موسم 2015. أصبحت إنغل هدفًا للانتقالات لأندية أخرى وقررت الانضمام إلى ليفربول في ديسمبر 2015: "ليفربول نادٍ ضخم وبمجرد أن وصلني اهتمامهم بي، لم يكن هناك سوى فريق واحد أردت التوقيع معه".
في نوفمبر 2023، أصبحت إنغل صاحبة الرقم القياسي في الظهور في بطولة الدوري الإنجليزي الممتاز للسيدات، إذ شاركت في 184 مباراة.